# 藍吉富
藍吉富，（1943年—），臺灣南投縣人，佛教史學者 。畢業於東海大學歷史系、歷史研究所碩士班。著有《隋代佛教史述論》、《中國佛教泛論》、《二十世紀的中日佛教》、《佛教史料學》等書。編有《現代佛學大系》、《大藏經補編》、《世界佛學名著譯叢》、《中華佛教百科全書》、《臺灣佛教辭典》等書。

## 經歷
藍吉富在東海大學讀書時，從當代大儒熊十力的著作，如《十力語要》、《讀經示要》等，得知他的佛學老師歐陽竟無先生，是一個把生命投入佛學研究的人，受到感動，推想到歐陽先生所精研的佛學一定有其獨到之處，因而開始研讀歐陽竟無唯識學的書。並漸及於印順法師等人的著述。後來對歷史更感興趣，因而轉向佛教史，在東海大學歷史研究所的碩士論文就是探討隋代佛教史的若干問題。

## 作品
- 1974年，隋代佛教史述论[2]
- 1984年，現代佛學大系[3]，世界佛學名著譯叢[4]，大藏經補編[5]
- 1991年，二十世紀的中日佛教[6]
- 1993年，中國佛教泛論[7]
- 1994年，中华佛教百科全书[8]
- 1997年，佛教史料學[9]
- 2003年，聽雨僧廬佛學雜集[10]
- 2007年，認識日本佛教[11]
- 2013年，臺灣佛教辭典[12]
- 2015年，佛教史論十八篇[13]

## 外部連結
- 朱秀容. . . 台北市: 法鼓文化. 1999: 128–139. ISBN 978-957-598-005-4.